# Arado Ar 196
El Arado Ar 196 fue un  hidroavión biplaza muy versátil  utilizado por la Kriegsmarine, durante la Segunda Guerra Mundial y se utilizó para diversos cometidos tales como  patrulla costera, reconocimiento, cobertura antisubmarina y en contadas ocasiones como bombardero en apoyo terrestre.

## Historia
El Arado Ar 196, fue concebido como avión biplaza, embarcado por el diseñador Walter Blume en 1936 como respuesta a las especificaciones requeridas por el Ministerio del Aire alemán para un hidroplano catapultable a fin de satisfacer las necesidades de las unidades de la Luftwaffe encargadas de proporcionar a la Kriegsmarine los aviones necesarios. Se buscaba estandarizar su aviación embarcada y sustituir los Heinkel He 50 y  Heinkel He 51. 
Se presentaron muchas propuestas tanto de Dornier, Focke Wulf , Gothaer Waggonfabrik - Gotha y Arado Flugzeugwerke, siendo este último fabricante quien presentó un diseño de un avión monoplano más competitivo y avanzado (con alas plegables) respecto a los hasta entonces diseños convencionales de biplanos.
El primer prototipo con dos flotadores voló en 1938 y en 1939 se entregaron las primeras unidades Arado Ar 196 A-1 a las que siguieron la serie A-2 hasta la A-5 (última).
Un prototipo equipado solo con un único flotador central que también estaba considerado en la propuesta del Ministerio del Aire, el Ar 196B no tuvo mucha aceptación en la Kriegsmarine y sólo se produjo limitadamente.

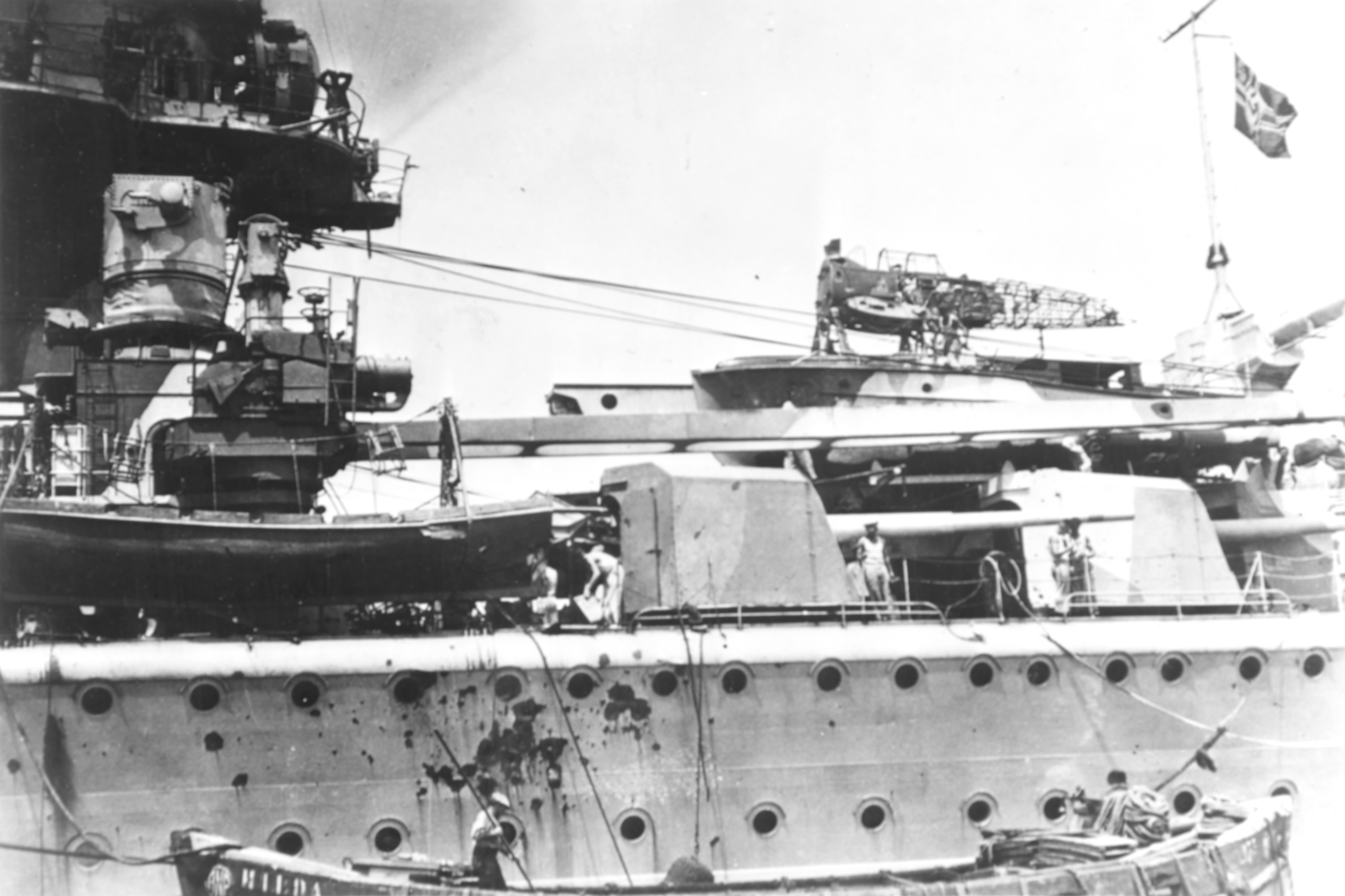
Restos de un Ar 196 A-1 en la catapulta del Graf Spee

Arado construyó el Ar 196 en dos líneas de producción según el cometido a realizar, la serie embarcada A-1 hasta la A-5 y la serie B con sus variantes para uso en bases costeras.
La Kriegsmarine usó el Ar 196 tanto en las grandes unidades de superficie como en buques corsarios. El crucero pesado Admiral Graf Spee que actuaba como buque corsario, embarcaba dos. El acorazado Bismarck embarcó cuatro Ar 196A-3 de ala plegable (podía embarcar hasta 6, dos de ellos desmontados) operados por el grupo de reconocimiento 196 (Bordfliegergruppe 196).
El modelo A-1 fue muy bien recibido por los pilotos y técnicos embarcados de la Luftwaffe debido a sus características marineras y aéreas, demostrando ser un aparato muy confiable y versátil. La tripulación era un observador artillero-radioperador y un piloto. No obstante, a pesar de que no era rival para los cazas enemigos fue considerado en las primeras fases de la contienda como uno de los mejores aviones embarcados del teatro europeo superando ampliamente al Supermarine Walrus.
En total se produjeron unos 600 aviones de este tipo, unos 100 de ellos fabricados por Focke Wulf bajo licencia.
El Arado Ar 196 fue usado además por las fuerzas aéreas de Bulgaria, Finlandia y algunos ejemplares capturados por la Fuerza Aérea de Noruega (libre).
En la actualidad, las mayoría de las unidades que sirvieron en Bulgaria están expuestos en museos de ese país. Un ejemplar recuperado del crucero Blücher se exhibe en Noruega y otro del crucero Admiral Hipper se expone en el Museo del Aire y del Espacio en los Estados Unidos.

## Especificaciones (Ar 196A-3)

### Características generales
- Tripulación: 2
- Longitud: 11,00
- Envergadura: 12,40
- Altura: 4,45
- Superficie alar: 28,40
- Peso vacío: 2990 kg (6590 lb)
- Peso máximo al despegue: 3730 kg (8220,9 lb)
- Planta motriz: 1× radial nueve cilindros en estrella BMW 132K.
  - Potencia: 519 kW (696 HP; 706 CV)

### Rendimiento
- Velocidad máxima operativa (Vno): 310 km/h (193 MPH; 167 kt) a 4000 m s. n. m.
- Velocidad crucero (Vc): 255 km/h (158 MPH; 138 kt)
- Alcance: 1070 km (578 nmi; 665 mi)
- Techo de vuelo: 7000 m (22 966 ft)

### Armamento
- Ametralladoras: 2× MG 17 cal. 7,92 mm  en el costado de estribor del fuselaje delantero con 500 disparos, y otra  MG 15 cal. 7,92 mm sobre soporte móvil en la cabina posterior

- Cañones: 2× MG FF cal. 20 mm y 60 rondas por arma de tiro frontal instalados en las alas
- Bombas: 2 x SC 50 de 50 kg en soportes subalares

### Aeronaves similares
- Aichi E13A
- Vought OS2U Kingfisher
- Northrop N-3PB

### Secuencias de designación
- Sistema de designación aeronaves del RLM: ← DFS 193 · DFS 194 · Ar 195 · Ar 196 · Ar 197 · Ar 198 · Ar 199 →

### Listas relacionadas
- Anexo:Aeronaves militares de Alemania en la Segunda Guerra Mundial
- Anexo:Aeronaves históricas del Ejército del Aire de España
- Anexo:Hidroaviones y aviones anfibios